# 13 Eerie
13 Eerie – kanadyjski film fabularny z 2013 roku, napisany przez Christiana Piersa Betleya oraz wyreżyserowany przez Lowella Deana. W filmie w rolach głównych wystąpili aktorzy znani z pracy przy kinie grozy: między innymi Katharine Isabelle, Brendan Fehr i Brendan Fletcher. Premiera projektu odbyła się 29 marca 2013 podczas Mauvais Genre Film Festival we Francji.

## Obsada
- Katharine Isabelle − Megan
- Michael Shanks − profesor Tomkins
- Brendan Fehr − Daniel
- Brendan Fletcher − Josh
- Nick Moran − Larry Jefferson
- Jesse Moss − Patrick
- Kristie Patterson − Kate
- Michael Eisner − Rob
- Lyndon Bray − kapitan Veneziano